# Seoane do Courel
San Xoán de Seoane do Courel és una parròquia i localitat del municipi gallec de Folgoso do Courel, a la província de Lugo. Limita amb les parròquies de Meiraos al nord, Folgoso do Courel i Seara al sud, Esperante i Visuña a l'est i San Xoán de Lóuzara i Seceda a l'oest.
Està situat en el centre geogràfic de la serra d'O Courel, en un pronunciat vessant sobre el riu Lor en el punt en el qual confluïx amb el riu Pequeno i el riu de Desocupada. Fou capitalitat municipal fins a la guerra civil, quan aquesta fou traslladada a Folgoso. Actualment és la parròquia més poblada del municipi i concentra un bon nombre de serveis.
Tenia l'any 2012 una població de 218 habitants agrupats en 9 entitats de població: Cima de Vila, Ferrería Vella, Fondo de Vila, Mercurín, Moreda, Parada, Piñeira, Seoane do Courel i Vales.